# Shkodran Metaj
Shkodran Metaj (Pejë, 5 febbraio 1988) è un calciatore olandese naturalizzato kosovaro, difensore o centrocampista del Groen Geel.

## Biografia
Nato a Pejë, nell'allora provincia autonoma jugoslava del Kosovo, crebbe nei Paesi Bassi.

## Carriera

### Club
Ha giocato in Eredivisie con le maglie di Groningen e RKC Waalwijk.

### Nazionale
Ha giocato nella nazionale olandese Under-20.
Il 21 maggio 2014 esordisce con la nazionale kosovara nell'amichevole Kosovo-Turchia (1-6).

## Statistiche

### Presenze e reti nei club
Statistiche aggiornate all'8 marzo 2015.
| Stagione         | Squadra           | Campionato       | Campionato | Campionato | Coppe nazionali | Coppe nazionali | Coppe nazionali | Coppe continentali | Coppe continentali | Coppe continentali | Altre coppe | Altre coppe | Altre coppe | Totale | Totale |
| Stagione         | Squadra           | Comp             | Pres       | Reti       | Comp            | Pres            | Reti            | Comp               | Pres               | Reti               | Comp        | Pres        | Reti        | Pres   | Reti   |
| ---------------- | ----------------- | ---------------- | ---------- | ---------- | --------------- | --------------- | --------------- | ------------------ | ------------------ | ------------------ | ----------- | ----------- | ----------- | ------ | ------ |
| 2007-2008        | Groningen         | ED               | 21+1       | 0          | CO              | 3               | 0               | -                  | -                  | -                  | -           | -           | -           | 25     | 0      |
| 2008-2009        | Groningen         | ED               | 11         | 0          | CO              | 2               | 0               | -                  | -                  | -                  | -           | -           | -           | 13     | 0      |
| 2009-2010        | RKC Waalwijk      | ED               | 29         | 0          | CO              | 1               | 0               | -                  | -                  | -                  | -           | -           | -           | 30     | 0      |
| 2010-2011        | Groningen         | ED               | 5+1        | 0          | CO              | 2               | 0               | -                  | -                  | -                  | -           | -           | -           | 8      | 0      |
| Totale Groningen | Totale Groningen  | Totale Groningen | 37+2       | 0          |                 | 7               | 0               |                    | -                  | -                  |             | -           | -           | 46     | 0      |
| 2011-2012        | Emmen             | E                | 29         | 2          | CO              | 1               | 0               | -                  | -                  | -                  | -           | -           | -           | 30     | 2      |
| 2012-2013        | Emmen             | E                | 17         | 1          | CO              | 1               | 0               | -                  | -                  | -                  | -           | -           | -           | 18     | 1      |
| 2013-2014        | Emmen             | E                | 34         | 5          | CO              | 2               | 0               | -                  | -                  | -                  | -           | -           | -           | 36     | 5      |
| Totale Emmen     | Totale Emmen      | Totale Emmen     | 80         | 8          |                 | 4               | 0               |                    | -                  | -                  |             | -           | -           | 84     | 8      |
| 2014-2015        | Flamurtari Valona | KS               | 12         | 0          | CA              | 3               | 0               | UEL                | -                  | -                  | SA          | -           | -           | 15     | 0      |
| Totale carriera  | Totale carriera   | Totale carriera  | 158+2      | 8          |                 | 15              | 0               |                    | -                  | -                  |             | -           | -           | 175    | 8      |